# Хигасиагацума
Хигасиагацума (яп. 東吾妻町 Хигасиагацума-мати) — посёлок в Японии, находящийся в уезде Агацума префектуры Гумма. Площадь посёлка составляет 253,65 км², население — 15 359 человек (1 июля 2014), плотность населения — 60,55 чел./км².

## Географическое положение
Посёлок расположен на острове Хонсю в префектуре Гумма региона Канто. С ним граничат города Такасаки, Сибукава и посёлки Наканодзё, Наганохара.

## Население
Население посёлка составляет 15 359 человек (1 июля 2014), а плотность — 60,55 чел./км². Изменение численности населения с 1980 по 2005 годы:
| 1980 | 19 975 чел. |  |
| 1985 | 19 641 чел. |  |
| 1990 | 19 169 чел. |  |
| 1995 | 18 420 чел. |  |
| 2000 | 17 689 чел. |  |
| 2005 | 16 847 чел. |  |

## Символика
Деревом посёлка считается Zelkova serrata, цветком — нарцисс, птицей — Phasianus versicolor.